# Dorretta Carter

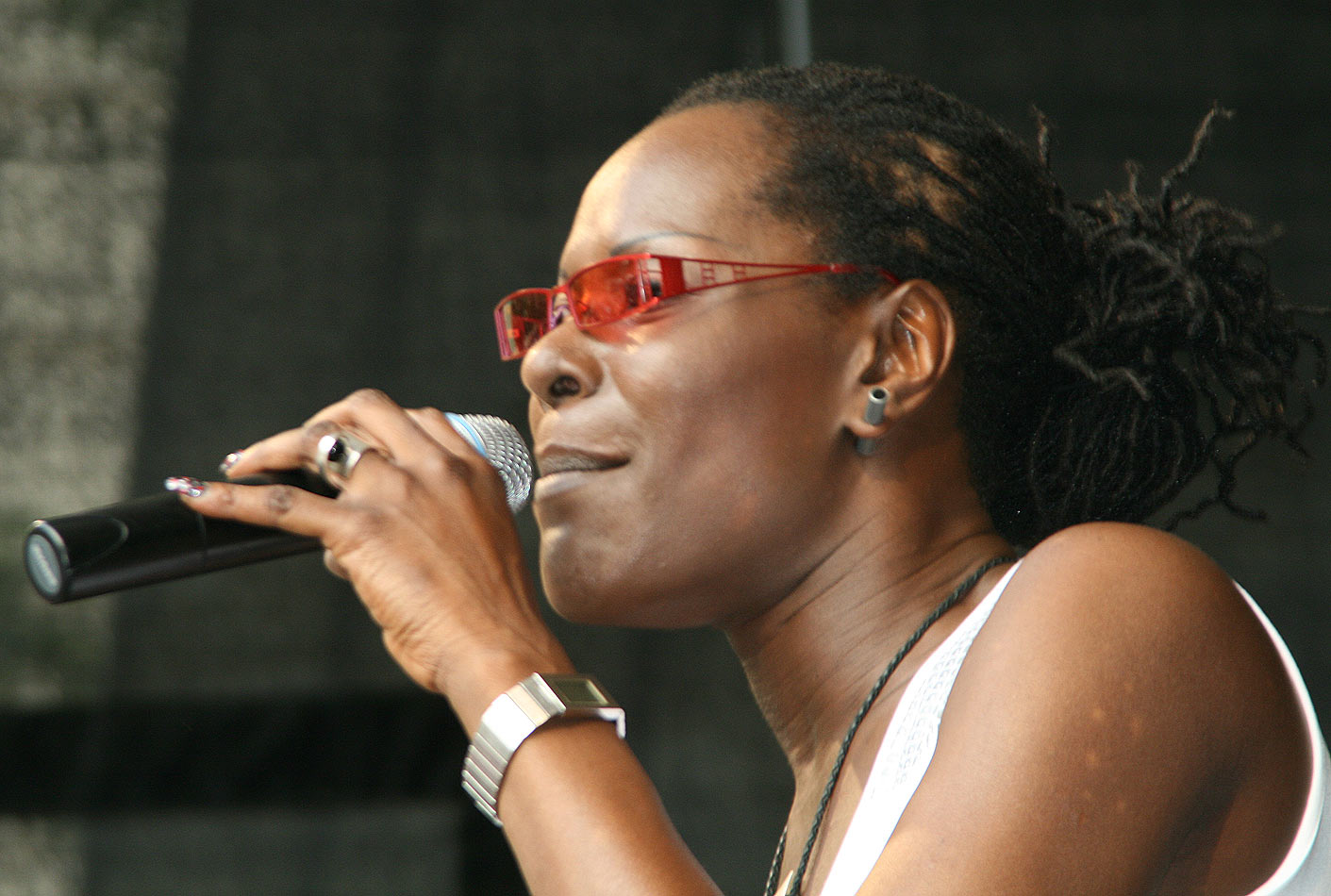
Dorretta Carter (Jazz-Fest Wien, 2007)

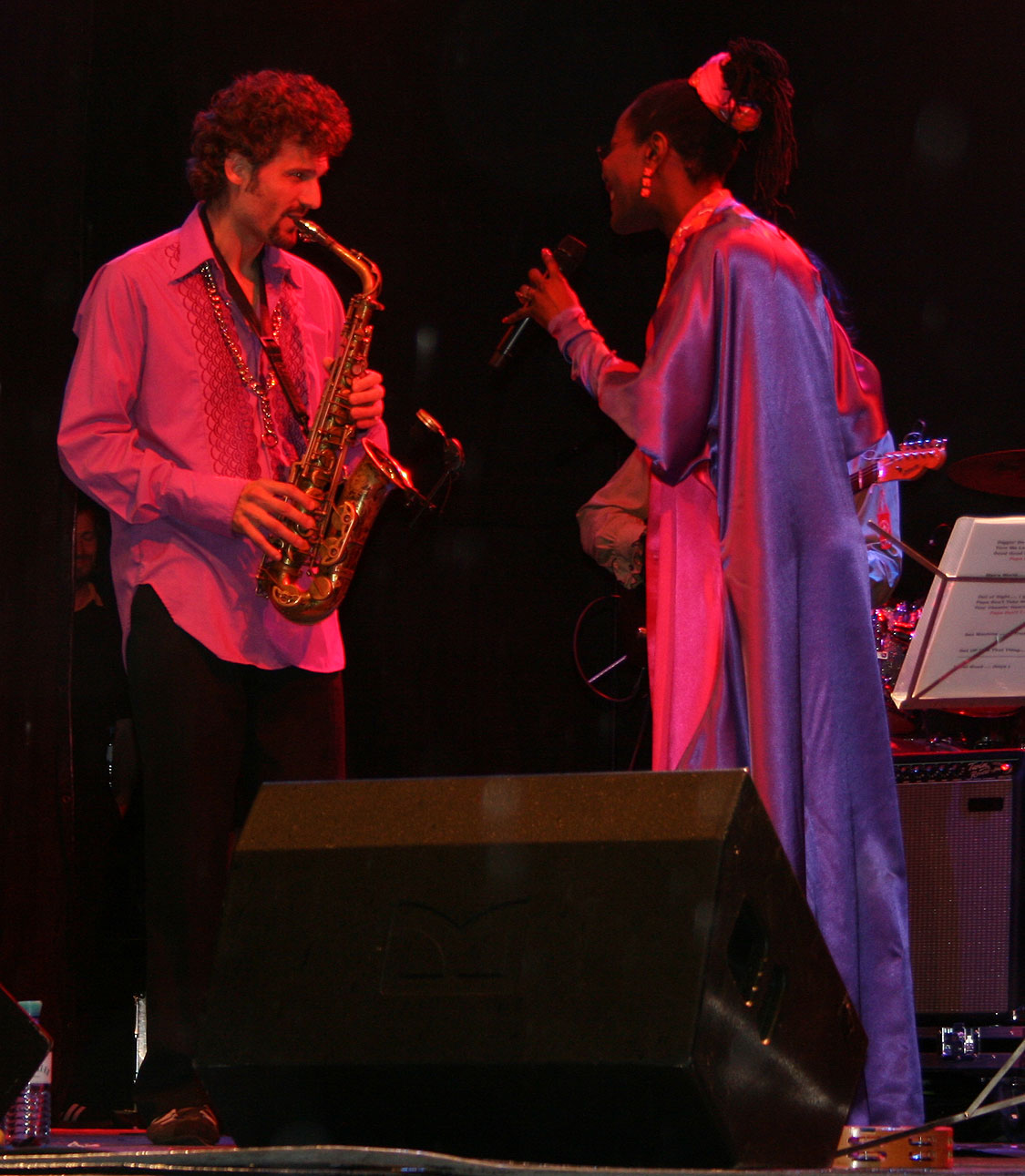
A Tribute to James Brown (Sebastian Grimus: sax.; Wiener Stadtfest, 2007)

Dorretta Carter (geboren 30. Juni 1962 in London) ist eine britische Soul-Sängerin, die in Wien lebt.

## Leben und Leistungen
Als Kind jamaikanischer Eltern in London aufgewachsen, trat Carter als Sängerin mit Künstlern wie Working Week, Osibisa, Wayne Shorter, Bolo Bolo und Jennifer Rush in ganz Europa auf. 1988 übersiedelte sie nach Wien und konnte bald in der Club-Musikszene der Stadt Fuß fassen. Hier sang sie unter anderem mit Musikern wie den Bingo Boys, Count Basic und Jon Sass, war Vokalistin der Gruppe Sketches und arbeitete mit Musikern von Rainhard Fendrich bis Friedrich Gulda und Hans Theessink. 1994 trat sie unter anderem beim Abschlusskonzert der Ars Electronica in Linz auf und übernahm in einem Projekt von Willi Resetarits, einer musikalischen Advent-Lesung mit H. C. Artmann in Salzburg, die Rolle der Jungfrau Maria. Eine Schwarze als Mutter Gottes sorgte damals für Verwirrung, Empörung und sogar Proteste. Für den Life Ball im Wiener Rathaus steuerte sie den Life-Ball-Song des Jahres 2001 bei.
Mit Dorretta Carter & Her FunkMonsters gründete sie ihre erste eigene Band, für die sie mit dem Jazz-Pianisten und Komponisten Paul Urbanek die Songs komponierte und Arrangements erarbeitete. Carter schreibt Texte für Eigenkompositionen und adaptierte Instrumentalstücke. Weiters ist Carter Sängerin der Formation Heavy Tuba.
2007 gründete sie mit Thomas Lang (Gitarre), Ivan Ruiz (Bass) und Eldis La Rosa (Percussion) ihr neues Band-Projekt Dorretta Carters HOT POT, mit dem sie vorwiegend Eigenkompositionen spielt. Ihr Stil bewegt sich dabei zwischen Jazz, Soul und Funk. Einer ihrer letzten Auftritte bei Großveranstaltungen war der 4-tägige 70th Birthday Bash für Hans Theessink April 2018 im Wiener Metropol.
Carter hat sechs Geschwister.

## Diskografie
- Dorretta Carter: For Mabel
- Dorretta Carter: Look To The Light
- Dorretta Carter: A Tribute To James Brown LIVE

als Mitwirkende (Auswahl)
- Attack & Dorretta Carter: Like a Chameleon
- Boris Bukowski: Gott ist eine Frau (1993)
- Scetches: Don't Ask Just Play (1993)
- Georg Danzer: Nahaufnahme (1993)
- Hans Theessink: Crazy Moon (1995)
- Scetches: Power To The People (1996)
- Hans Theessink: Journey on (1997)
- Heavy Tuba & Jon Sass: Sagenhaft (1997)
- Heavy Tuba & Jon Sass: At Montreux Jazz Festival (2000)
- Heavy Tuba & Jon Sass: Pictures at an Exhibition (2003)